# Swetlana Semjonowna Tschatschawa
Swetlana Semjonowna Tschatschawa (russisch Светлана Семёновна Чачава; alias Swetlana Semjonowna Werschinina, russisch Светлана Семёновна Вершинина; * 8. August 1926 in Grosny, Sowjetunion; † 9. Juni 2003 in Moskau) war eine sowjetische bzw. russische Schauspielerin und Synchronsprecherin.

## Biografie
Tschatschawa besuchte von 1942 bis 1943 die Schauspielschule des Tifliser Kinostudios und setzte ihre Ausbildung danach bis 1947 beim Staatlichen All-Unions-Institut für Kinematographie fort. Ihr Debüt im Film gab sie jedoch erst 1963 in Палиастоми (Paliastomi), einer Adaption von Werken Egnate Ninoschwilis. Tschatschawa stand anschließend bis 1995 als Nebendarstellerin vor der Kamera und spielte für bekannte Regisseure wie Sergei Bondartschuk, Ilja Fres und Wladimir Bytschkow. Die dunkelhaarige Mimin war dabei in Produktionen verschiedener Studios zu sehen, u. a. Grusija-film, Mosfilm und dem Gorki-Studio.
Tschatschawa war außerdem als Synchronsprecherin an den russischsprachigen Fassungen diverser Filme beteiligt. Neben europäischen Werken waren darunter auch Produktionen aus China, Japan, Ägypten, Argentinien und den USA.

## Filmografie (Auswahl)

### Darstellerin
- 1966/67: Krieg und Frieden (Woina i mir)
- 1966: Reise mit Gepäck (Puteschestwennik s bagaschom)
- 1968: Николай Бауман (Nikolai Bauman)
- 1968: Feuer, Wasser und Posaunen (Ogon, woda i… mednyje truby)
- 1972: Geraubte Schätze (Dostojanije respubliki)
- 1973: Höflichkeitsbesuch (Wisit weschliwosti)
- 1973: Чиполлино (Tschipollino)
- 1977: Die Prinzessin auf der Erbse (Prinzessa na goroschine)
- 1980: Das Haus in der Waldstraße (Dom na lesnoi)
- 1981: Das hätten sie sich nicht träumen lassen (Wam i ne snilos...)
- 1981: Peters Jugend (Junost Petra)
- 1983: Auktion (Aukzion)
- 1984: Die letzten Wölfe (Pristupit k likwidazii)
- 1984: Zeit der Wünsche (Wremja schelani)

### Synchronsprecherin
- 1953: Der Vogelhändler – für Sybil Werden
- 1954: Eine Braut für sieben Brüder (Seven Brides for Seven Brothers) – für Norma Doggett
- 1957: Das Herz spielt mit (Nu lan wu hao)
- 1958: Djamila
- 1958: Töchter der Partei (Dang de nu er)
- 1958: Xiao li yu tiao long men (Animationskurzfilm)
- 1960: Stratiotes dihos stoli – für Daphne Skoura
- 1964: Ein toller Bobby, dieser Flic (Allez France!) – für Angela Lovell
- 1965: Pingwin – für Elżbieta Święcicka
- 1967: Der Mörder hinterläßt Spuren (Morderca zostawia ślad) – für Barbara Steslowicz
- 1971: Der Mörder ist im Haus (A gyilkos a házban van)
- 1979: Wer ist Milliardär (Nea Marin miliardar) – für Stela Popescu